# 三上隣一
三上 隣一（みかみ りんいち、1981年7月10日 - ）は、オーストラリア連邦ニューサウスウェールズ州シドニー生まれで日本のサッカー選手、サッカー指導者、実業家である。選手としてのポジションは  WGまたはDF。クイーンズランド州ブリスベン市内で活動するサッカースクール豪侍（ごうざむらい）サッカーアカデミーの運営や、オーストラリアを中心にスポーツビジネス事業を行うGo Zamuraiのファウンダー。

## 経歴
1981年、父親が研究者として活動するために滞在していたシドニー郊外のパラマタにて誕生。その後日本に帰国した。中学生時代には川越市選抜・埼玉県選抜に選出された。高校時代には三菱養和SCユースでプレー。在籍中、日本クラブユースサッカー選手権 (U-18)大会にて大会ベスト8を経験した。
体育大学より推薦入学の話もあったが、美術への関心が高まり多摩美術大学へ進学した。大学卒業後、「学生時代から続けていた当時の仕事・映像関係の幅や経験を増やしたかった」事や「競技レベルのサッカーを通して地域の成り立ちを学びたい」と思ったため単身生まれ故郷のパラマタに渡った。同地では豪州2部に当たるナショナルプレミアリーグのパラマタFCに所属した。
再び日本へ戻り、当時関東サッカーリーグ1部所属のACアルマレッザに入団した。その後東北社会人サッカーリーグ1部所属の盛岡ゼブラに移籍した。
2011年、再びオーストラリアへ渡りブリスベンに移住した。同地ではイースタン・サバーブズFCに1シーズン所属した。翌2012年、キャパラバFCに移籍。同年豪侍サッカーアカデミーを設立しU-12・15世代の選手への指導を開始した。2013年より豪侍での指導と兼任してローガンFC（Logan Lightning FC）の下部組織ディレクターコーチを1年間務めた。
競技活動も継続しており、2014年にノース・スターFCに移籍。同クラブで主将を務めた。2014年シーズン終了後、ブリスベン・プレミアリーグ（当時豪州3部相当）のシーズンベスト11に選出された。2015年ペニンシュラ・パワーFCに移籍した。
その後は、ゴールドコースト・ナイツSC、2018年にQLD州内に新設されたクイーンズランド・プレミアリーグのウルブズFCでプレーした。2019年シーズン以降は、オーストラリアの2部リーグに当たるナショナル・プレミアリーグのSWQサンダーFC、キャパラバFCでプレーを続行している。

### 指導者・実業家として
2012年設立の豪侍サッカーアカデミーでは在豪日本人や日系オーストラリア人のU-12・15世代の選手を中心に指導している他、オーストラリア国内でプレーする日本人サッカー選手や、日本でのプレーを目指すオーストラリア人選手のマネジメントも担当している。三上本人は今後、日本でのプレーを希望するオーストラリア人選手のマネジメントに力を入れたいという希望を語り、その理由として「（オーストラリア）協会主導の育成強化のコースから見逃された才能が埋もれないように」するためだということを挙げている。
2012年から3年間、オーストラリアで開催予定であったAFCアジアカップ2015の同国内日系コミュニティのアンバサダー（ブリスベン代表）を務めた。2013年には日豪サッカー協会を立ち上げ、AFCアジアカップ2015実行委員会の協力も得て親善試合「QLD 日韓オールスター戦2013」。を開催した。三上は同試合のオーガナイザーとして活動しただけでなく、日本代表チームの一員として試合に出場し、1得点を挙げている。2016年からAリーグ・ブリスベンロアーFCのコミュニティ・アンバサダーも務めている。
2015年、ACL出場を機に来豪したブリスベン市内で浦和レッズハートフルクラブが地元の中学校や高校などでサッカー交流事業を行った際は、現地コーディネーターを務めた。
2017年、静岡県御殿場市の時之栖うさぎ島グラウンドで行われた『COPA PUMA TOREROS 2017 PRIMAVERA U-12』にて、アジアサッカー連盟（AFC）の加盟国としてオーストラリアのジュニアサッカーチームが招待され、当時三上がテクニカルディレクターを務めていたブリスベン北部のサムフォード・レンジャーズFCと自身のアカデミー選手を集い、ハイレベルな国際ジュニアサッカートーナメントを戦った。大会中に日本国内の育成サッカーメディアのインタビューにも対応している。
2018年、ブリスベン市街に位置するニューファーム・ユナイテッドのテクニカルディレクターに就任した。2020年以降は、テクニカルディレクターとしての活動に加え、オーストラリアにおけるジュニアユース年代のトップリーグに相当するNPLアカデミーリーグのヘッドコーチとしても活躍。クイーンズランド・ライオンズFCで率いた育成チームが、2021年度シーズンのリーグ年間優勝を達成した。2022年シーズン後に、QLD州のナショナル・プレミアリーグクラブの一つであるサウスサイド・イーグルスFCのテクニカルディレクター就任が発表された。
2024年シーズン終了後に、サウス・メルボルンFCのテクニカルディレクター就任が発表された。